# Вильгельм Моденский
Вильгельм Моденский (Guljelmo, Gviljelm, Vilhelm, ок. 1184, Пьемонт — 31 марта 1251, Лион, королевство Франция; также известен как Вильгельм Сабинский, Вильгельм Савойский, Жульем де Шартр) — итальянский кардинал и папский дипломат. Вице-канцлер Святой Римской Церкви с 1219 по 1222. Епископ Модены с 1222 по 1233. Кардинал-епископ Сабинский с 28 мая 1244 по 31 марта 1244. При его посредничестве и участии был подписан договор в Стенсби об основании Ливонского ордена как государственного образования Тевтонского ордена, что разграничило сферы интересов Дании и Ливонского ордена.
Папа Гонорий III и Григорий IX часто назначали Вильгельма Моденского легатом или послом, особенно в Ливонии в 1220-е годы и при решении прусских вопросов в 1240-е годы. В конце концов он полностью посвятил себя дипломатии.
28 мая 1244 года папа Иннокентий IV назначил Вильгельма Моденского кардиналом-епископом Сабинским.

## Биография
В течение короткого времени (1219—1222) Вильгельм Моденский возглавлял Апостольскую канцелярию, будучи вице-канцлером Священной Римской церкви. В мае 1222 года был назначен на должность епископа Модены.

### В Ливонии
В 1225 году был направлен в качестве папского легата для разрешения разногласий, которые появились в завершение Ливонского крестового похода между участниками колонизации Прибалтики. Рижский епископ Альберт Буксгевден и созданный в Ливонии полумонашеский военный Орден меченосцев, тевтонские крестоносцы и русские суверены прибалтийских земель (особенно Псков как транзитный центр в торговле Руси и Европы) претендовали на земли ливов, эстов и других племён региона. Свои интересы здесь имели также Дания, папский престол и Священная Римская империя. В послании легату Вильгельму от 19 ноября 1225 года Папа Гонорий III наделил его полномочиями по учреждению Ливонского архиепископства.
Вильгельм в 1225 году прибыл в Ригу, застав в Ливонии, по свидетельству Генриха Латвийского, уже пять епископских кафедр (Рижская, Семигальская (и Селонская), Ревельская (и Гарионская), Виронская (и Гервенская), Дерптская). Считается, что Хроника Генриха Латвийского, одна из величайших средневековых хроник, была написана как доклад для него, чтобы рассказать ему историю католической церкви в Ливонии до его времени.
Легат предпринял обширный объезд подчинённых территорий: посетил Торейду, Уганди, где в крепости Оденпе его посетили послы датчан из Ревеля и эстонцы из Поморья. Первые пожаловались ему «на свои бедствия и войны», а приморские эстонцы, «всегда воевавшие с датчанами», сообщили о готовности «отдать под его власть свои земли и области, как они всегда предлагали и рижанам, лишь бы получить защиту от датчан и эзельцев».
По возвращении в Ригу легат «отправил послов к датчанам и эзельцам, предлагая прекратить войну, принять от него мир и подчиниться его предписаниям». Меченосцы из Оденпе поняли это буквально и осенью 1225 г. захватили все датские владения на севере Эстонии. Историк Д. Г. Хрусталёв усматривает в этой акции влияние семьи Буксгевденов: рижский епископ Альберт при содействии своего брата Германа, владения которого располагались вокруг Оденпе, рассчитывали заполучить Северную Эстонию под свою руку. Однако Вильгельм Моденский выступил как третейский судья и принял совсем другое решение: потребовав прекратить войну, он распорядился передать все спорные земли под контроль папского престола. Таким образом он создал в Эстонии папскую область, светское владение Папы Римского в восточной Прибалтике, назначив своего вице-легата губернатором, которому должны были подчиняться немецкие рыцари как вассалы.

### ЗахватЭзеляи противодействие епископуАльберту
Вильгельм также начал решать проблемы с Приморьем (Вик). Весной 1226 г. он посетил Виронию, выступив с проповедями и встретившись со старейшинами в крупнейших поселениях (Агелинде, Табеллина, Тарванпе). В Ревеле он оформил переход под папский контроль Виронии, Гервена и Приморья, оставив датчанам только Ревель и Гарию. Вернувшись из Ревеля, он отплыл на Готланд (28 апреля 1226 года)34, где агитировал за сбор крестоносного войска для покорения Эзеля. В походе согласились участвовать только немцы Висбю. Местные жители Готланда (готы) и датчане отказались.
Поход на остров состоялся в начале 1227 года, местные жители были обращены в христианство, а на их земле было образовано Эзель-Викское (Леальское) епископство, которое включило Эзель с соседними островами и Приморье (Вик). Это епископство было включено в диоцез Рижского. Но несмотря на то, что при этом рижский иерарх был наделен архиепископскими функциями (подчинение непосредственно папе, учреждение дочерних епархий), соответствующий титул Альберт Буксгевден не получил. Легат не воспользовался правом сделать это, предоставленным папской буллой от 19 ноября 1225 года, «посчитав излишним усиление амбициозного Рижского иерарха».
Вильгельм Моденский распространил действие Альбертовой привилегии, которая с 1211 года по указу рижского епископа Альберта давала право на беспошлинную торговлю немецким купцам, на рижских бюргеров.
Пытаясь балансировать между Рижским епископом и датским королем Вальдемаром II, Вильгельм вынужден был опираться на Орден меченосцев как военную силу. Однако как только легат уехал в 1226 году, в Роталии и Виронии произошёл конфликт между назначенной им папской администрацией и датчанами, в результате которой не имевший силы за плечами вице-легат отдал светскую власть во вновь приобретенных областях братьям-рыцарям.

### Планы продвижения католичества на Русь
Если Приморье (Вик) стало базой для завоевания Эзеля (1227 год), Вирония могла быть базой для продвижения за Нарву — в земли води, ижоры и карелов, данников Новгорода. Папскому правительству казалось, что после четвертого крестового похода и подчинения Константинополя латинянам (1204 год), а также поражения в битве на Калке (1223 год) Русь лишилась церковной опоры и сил для сопротивления.
В послании к судьям в Ливонии 8 февраля 1222 года Папа Гонорий III написал, что необходима борьба с распространением православных обрядов в Ливонии: «Во избежание соблазна для неофитов следовать за ними, нужно принуждать этих русских к соблюдению латинского ритуала в тех случаях, когда известно, что они, упорствуя в греческом обряде, поступают вопреки источнику, то есть Римской церкви».
В напутствие Вильгельму Моденскому перед миссией в Ливонию Гонорий III 16 ноября 1224 года выпустил послание «всем христианам в Руссии» (Universis Christi fidelibus per Russiam constitutis…), призвав совместно бороться с язычниками, терзающими молодую Ливонскую церковь. С. А. Аннинский трактовал это как обращение к ливонским епископам, которые в то время формально находились на территории Руси, а А. М. Амманн допускал, что послание адресовано именно русским, прежде всего новгородцам и псковичам, которых хотели мобилизовать на совместную борьбу с Литвой. По мнению Д. Г. Хрусталёва, в пользу правоты Амманна говорит время составления папского послания: к концу 1224 года, когда пал Юрьев, Ливония и Эстония уже были захвачены у русских, язычников там почти не осталось.
Когда северные русские княжества заключили мир с ливонцами, в 1225 году их представители прибыли в Ригу к папскому легату, что было расценено как сигнал о заинтересованности новгородцев и псковичей в переходе в лоно Латинской церкви. Об этом написал Вильгельм Моденский в отчёте, составленном во второй половине 1226 года.
17 января 1227 года Папа Гонорий, сославшись на якобы высказанное русскими послами при встрече с Вильгельмом Моденским мнение, издал буллу с требованием ко «всем королям Руси» (Universis Regibus Russie) немедленно подтвердить желание «принять легата Римской церкви, чтобы под воздействием его здравых наставлений вы постигли истину католической веры, без которой никто не спасется». В тот же день в послании папы к немцам города Висбю русские земли упомянуты как объект очередного крестового похода: «Как нам стало известно, вы, воспламененные заботой о вере христианской, намерены заботливо защищать новообращенных в Ливонии и Эстонии от гонителей, мужественно давая отпор как язычникам, так и русским (tam paganis quam Rutenis)».
В 1227 году ливонцы покоряли Эзель. 18 марта 1227 года умер Папа Гонорий, а Вильгельм Моденский завершил свою миссию, так и не собрав похода за Нарву. В 1228 году обострились стычки с куршами и земгалами, что отвлекло силы рижского епископства и меченосцев. После смерти епископа Альберта (17 января 1229 года) в Ливонии началась новая междоусобица, и планы походов на Русь были отложены обстоятельствами.

### Епископство Пруссии
В период, когда Вильгельм вел переговоры в Ливонии, в Пруссии назревали конфликты, которыми он занялся два десятилетия спустя. В ходе завоевания и христианизации Пруссии Вильгельму Моденскому пришлось стать посредником между соперничающими епископом Пруссии Кристианом, который мог быть причислен к лику святых и прославиться как «Апостол пруссов», если бы был более успешным, и рыцарями Тевтонского ордена, которому герцог Конрад Мазовецкий передал свои территориальные владения.
До 1227 года только цистерцианский орден самого Кристиана помогал ему в вооружённых восточных миссиях; но с приходом тевтонских рыцарей доминиканцы, действовавшие под крылом Ордена и Папы Григория IX, заняли прочную позицию в Пруссии, а Кристиан и его цистерцианцы отошли на второй план.
Вильгельм Моденский, назначенный папским легатом в Пруссию, пренебрег правами Кристиана, которого взяли в плен язычники и требовали выкупа (1233—1239), и в его отсутствие назначил на его место другого епископа. В 1236 году Григорий IX окончательно предал Кристиана и уполномочил Вильгельма Моденского разделить Пруссию на три епархии. В соответствии с желанием Тевтонского ордена, епископы для этих новых престолов должны были избираться из доминиканцев, в то время как для томящегося в плену Кристиана не было предусмотрено никаких должностей.
Наконец, зимой 1239-40 года Кристиан вышел на свободу. Он был обязан дать вместо себя заложников, которых он впоследствии выкупил за сумму не менее чем восемьсот марок, которые были ему предоставлены Григорием. Сразу после освобождения Кристиан пожаловался папе, что Тевтонский Орден отказался от крещения тех, кто желал этого, и притеснял новообращенных. Более конкретные обвинения касались епископских прав, на которые претендовали рыцари, и имущественных, которые они отказались восстановить. Конфронтация не была урегулирована и после смерти папы Григория (22 августа 1241 года). Кристиан и Тевтонский Орден тогда согласились, что две трети завоеванной территории в Пруссии должны принадлежать Ордену, чтобы сформировать государство Тевтонского Ордена, и одна треть — епископу; кроме того, епископ должен был иметь право осуществлять церковные функции на территории, принадлежащей Ордену.
Вильгельм Моденский не отказался от своих планов деления Пруссии на епархии вместо того, чтобы наделить обширными территориями рыцарский орден. В конце концов он получил от папы Иннокентия IV разрешение на разделение, и 29 июля 1243 года Пруссия была разделена на четыре епархии:
В 1243 году территориальные владения тевтонских рыцарей были разделены на епархии Хелм, Помезания, Вармия и Самбия.
- Хелминский диоцез[5],
- Помезанский диоцез[5],
- Варминское епископство[6], и
- Самбийский диоцез[5] (Самбия, ныне Калининград), под архиепископством Риги с перемещением центра из Висбю в Ригу. Оба города вступили в Ганзейский союз.

За десятилетия своего апостольского труда Кристиан получил привилегию выбирать для себя любую из четырех новых епископских кафедр, однако отказался занять какую-либо.

### Посольство к Фридриху II
Когда Папа Целестин IV умер после короткого 16-дневного правления, отлученный от престола император Фридрих II Гогенштауфен завладел Папской областью вокруг Рима и пытался запугать кардиналов, чтобы они избрали папу по его вкусу. Кардиналы бежали в Ананьи и отдали свои голоса за Синибальдо де Фьески, который вступил на папский престол как Иннокентий IV 25 июня 1243 года.
Новоизбранный папа ранее был другом Фридриха II. Сразу после его избрания император отправил посланников с поздравлениями и мирными заверениями, которые Иннокентий отказался принять. Два месяца спустя он послал эмиссаров, включая Петра де Колмье, архиепископа Руанского, Вильгельма Моденского, который оставил свой епископский пост, и аббата Вильгельма из церкви Святого Факунда в качестве легатов к императору в Мельфи с инструкциями попросить его освободить прелатов, которых он захватил по пути на совет, который Григорий IX созвал в Риме, и призвать императора возместить ущерб, нанесенный Церкви, из-за которого Григорий IX отлучил императора от Церкви.
Если император будет отрицать, что он нанес урон Церкви, или даже утверждать о несправедливости Церкви, легаты должны были предложить, чтобы решение было принято советом королей, прелатов и высшей аристократии.
Фридрих заключил соглашение с Иннокентием 31 марта 1244 года. Он пообещал уступить требованиям курии во всех существенных моментах, восстановить церковное государство, освободить прелатов и амнистировать союзников папы. Его неискренность стала очевидной, когда он тайно спровоцировал различные беспорядки в Риме и так и не выпустил на свободу пленённых прелатов.
Чувствуя стеснённость в свободе действий из-за военного превосходства императора и опасаясь за свою личную безопасность, Иннокентий решил бежать на корабле из Сутри в Чивитавеккью, воспользовавшись флотом, предоставленным сочувствующим генуэзцем. В ночь с 27 на 28 июня он совершил побег в Геную. В октябре он отправился в Бургундию, а в декабре — в Лион, где он оставался в изгнании в течение следующих шести лет. Он умер в Лионе, где и похоронен в доминиканской церкви.